# 德政路
德政路是一條位于廣東省广州市越秀区的道路，呈南北走向。全路分北、中、南三段，由法政路至中山四路称为德政北路；中山四路至万福路称为德政中路；往南路段称为德政南路。目前在豪贤路以北的车辆通行方向为双向向通行，其余路段为由北向南单向通行。
德政南路原为“定海南约”。1966年文化大革命期間，德政路被當局改叫「立新路」，1981年恢復原名。

## 歷史
宋治平二年（1065年），廣州知州張田始在附廓築東城，城之中軸即今德政路。由元代到清代時，惠愛街北端原為番禺縣署所在地，縣署前為德政街，亦叫作小南門直街。1921年建市前，廣州城就由番禺、南海两縣分治。1930年拆縣署開馬路，留禺東禺西路於北端。
20世紀30年代以前，廣州的欄口（售賣生鮮貨品的檔口）大部分在城西，但在中日戰爭期間由於日軍轟炸而被毀，到光復後，德政南路、八旗二馬路一帶，被政府指定為安置災民和欄口的地方。當年這一帶由於靠近東堤碼頭、天字碼頭和廣九火車站，水陆交通较为方便，有利于湖南的生猪、三鸟、蛋类等货物的陆运和省内西、北江的三鸟、生猪、腊味等货物的水路运输。最先是雞欄開始東遷，人們就把德政南叫做“雞欄”，但實際上大部分都兼營生豬，後面成行成市發展為東豬欄。
1949后，当局对工商业实行社会主义改造，至1955年，东猪栏的栏商，大部分申请歇业，剩下的几家大栏，分别并入市畜产进出口公司和市食品公司。東豬欄就此不存。

## 与之交汇道路
- 顺序由北往南排列，粗体字为主干道
- 法政路
- 东风中路
- 豪贤路
- 中山四路
- 文明路
- 万福路
- 珠光路
- 东园横路
- 八旗二马路
- 沿江中路

## 公共交通
- 广州地铁1号线農講所站
- 广州地铁6号线團一大廣場站

均在鄰近德政路位置設有出口。